# كهف ديراغون
كهف ديراجون هو أعمق كهف في خراسان، ويقع في جنوب خراسان، إيران، بالقرب من سرايان.